# Pi roig
El pi roig (Pinus sylvestris) és una espècie de conífera de la família Pinaceae freqüent als Països Catalans.
Aquesta conífera, que pot arribar a 40 metres d'altura, creix al nord d'Euràsia, essent un dels principals arbres de la taigà. La referència al color vermell o roig en el nom es deu al color de la seva escorça, d'un vermell pujat a la part alta del tronc, i bruna-vermellosa a la part inferior.

## Noms comuns
Pinus sylvestris rep diversos noms comuns en català, alguns compartits per altres espècies de pins: pi roig, alaga, pi cerrut, pi melis, pi rojal, pi rojalet, pi ros, pi urgellenc, pi vermell, pinassa, rojalet, sebó, pi, pi alaga, pi blanc, pi blancal, pi bord, pi brancal, pi de Flandes, pi de gargalla, pi de la terra, pi femella, pi Flandes, pi mascle, pi mèlic, pi melicà, pi negral, pi negre, pi negret, pina, pirineus, pivet, sapí, trementina, pi albar, pi rajolet, pi roi. Fora del diccionari normatiu, trobem les denominacions "pi rosset" i "pi silvestre".

## Morfologia

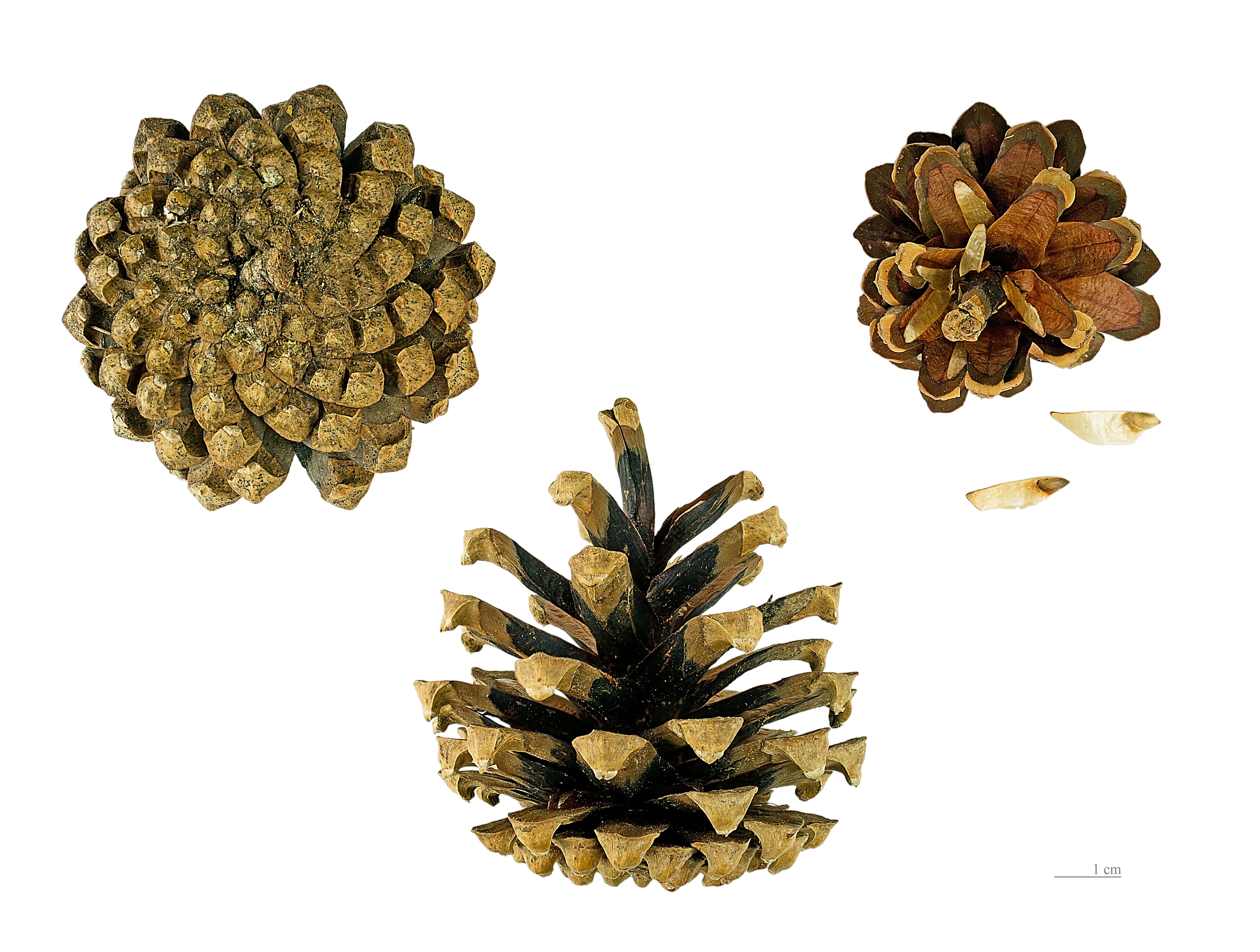
Els cons i llavors

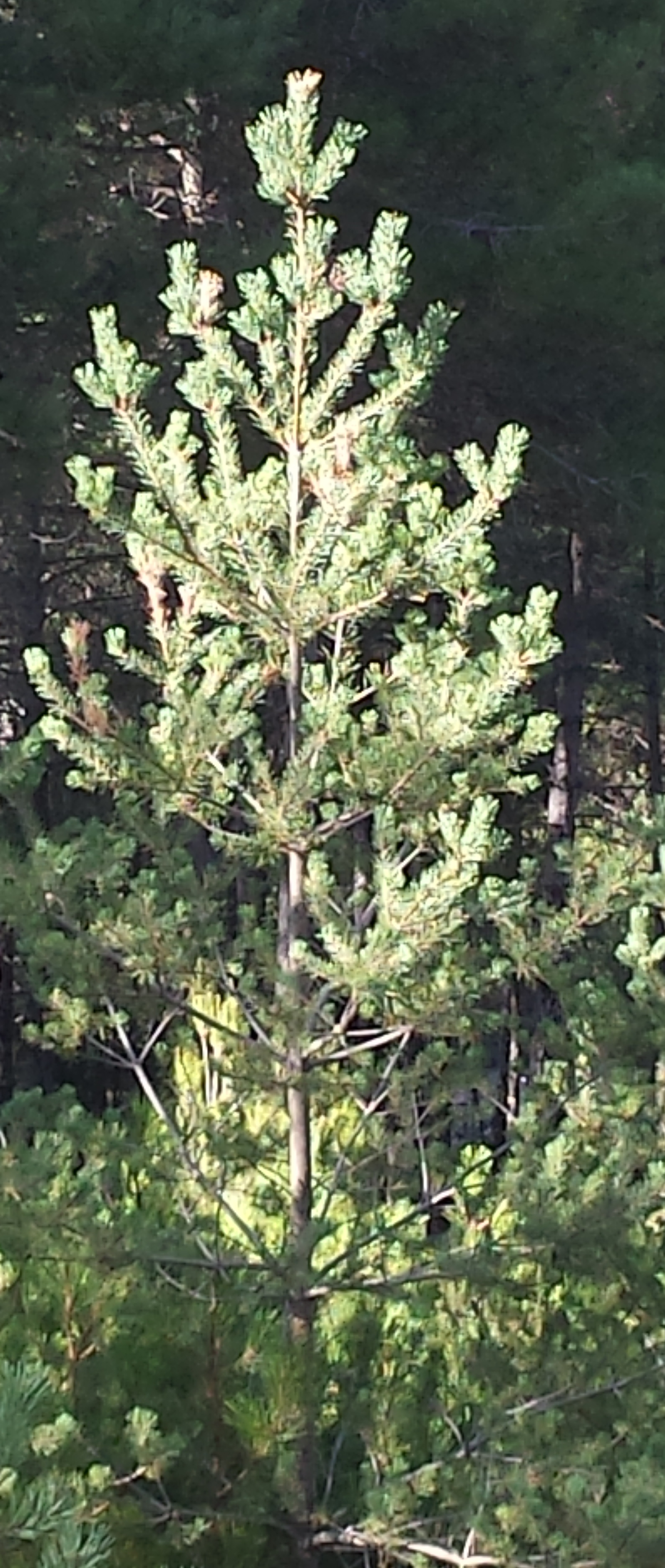
Pi roig jove

Fa de 20 a 40 m d'altura per uns 5 metres de circumferència, arribant a créixer 6 metres d'alt en 10 anys. La seva capçada és de forma cònica de jove per a després d'adult passar a ser irregular, ampla i deprimida, de jove presenta un tronc vestit que d'adult passa a ser nu. Té el tronc recte i prim, i de vegades nuós i recargolat, la capçada allargada i ampla, i amb forma de para-sol. Té l'escorça esquerdada de color vermell metàl·lic. Té les acícules agrupades de dos en dos, de color verd blavós, recargolades. Fan de 3 a 7 cm de longitud. Les pinyes són de color fosc groguenc de 3 a 6 cm de llarg i de 2 a 3,5 cm de gruix.
Floreix de maig a juny i la pinya madura a la tardor de l'any següent, si bé pot quedar a l'arbre un o dos anys. Aquesta pinya té de 3 a 8 mm de llarg i es troba unida a les branques per un peduncle curt. No és una pinya totalment simètrica i les apòfisis de les escates poden estar més corbades en la part externa. La llavor no és fèrtil amb normalitat fins als 40 anys.
Les fulles són simples, agrupades de dues a dues, aciculars, rígides, punxants, curtes, de 3 a 7 cm de longitud, de secció semicircular, arrodonides en el dors, finalment dentades. Les flors o estròbils femenins són cons de forma oblonga, de color castany, apòfisi poc sortint, desproveït d'umbó espinós, petits, de 3 a 6 cm de llarg, reunits en grups de 2 a 3, ja que amb prou feines maduren. Els pinyons, que són les llavors, són diminuts, dotats d'una ala.
Suporta ple sol, però no l'ombra; s'adapta a tota mena de sòl menys als anegats però sí als humits, mentre més fèrtils i profunds major és el desenvolupament, resisteix la sequera. No tolera la contaminació i no viu molt temps en competència amb altres espècies que el superin en altura. Resisteixen hiverns frígids.

## Subespècies i varietats
- Pinus sylvestris subsp. nevadensis (Christ.) Rivas Mart., A.Asensi, Molero Mesa & F.Valle → Localització: Sierra Nevada (Espanya)
- Pinus sylvestris var. catalaunica Gaussen → Localització: Catalunya
- Pinus sylvestris var. hamata → Localització: península dels Balcans i nord de Turquía.
- Pinus sylvestris var. iberica Svoboda → Localització: Sierra de Guadarrama (Espanya)
- Pinus sylvestris var. lapponica → Localització: Finlàndia, Noruega, Suècia i nord de Rússia.
- Pinus sylvestris var. mongolica → Localització: Mongòlia, nord-oest de la Xina i sud de Sibèria
- Pinus sylvestris var. sylvestris → Localització: Escòcia, est de la península Ibèrica, al llarg del nord d'Àsia fins a la costa del Pacífic.
- Pinus sylvestris var. pyrenaica Svoboda → Localització: Pirineus

## Distribució

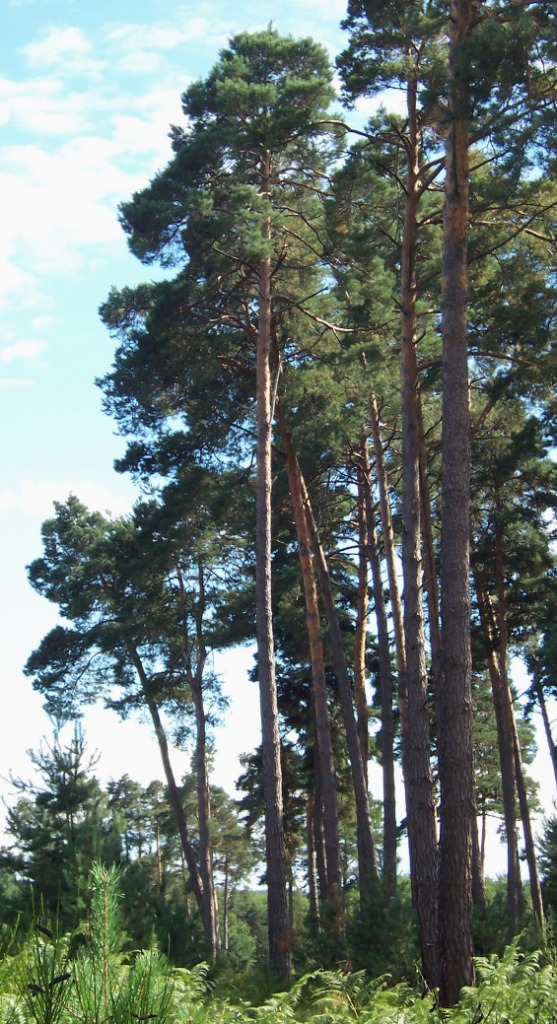
Pi roig a França.

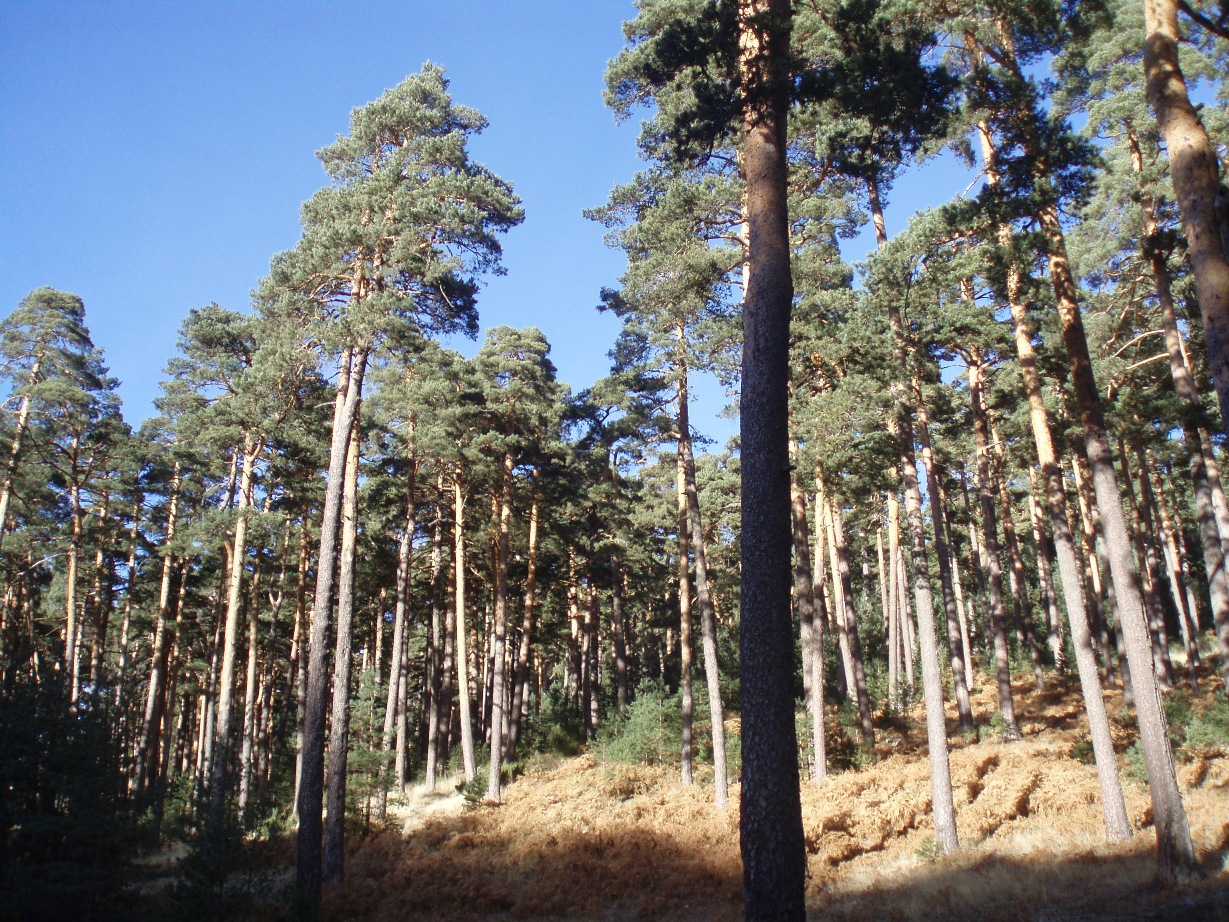
Pineda de Pinus sylvestris a la Sierra de Guadarrama.

La seva distribució el porta per tota Euràsia entre el paral·lel 37º a Sierra Nevada (Espanya) fins al 70º a Escandinàvia. Pel que fa a la longitud prolifera natural des de Galícia fins a la costa sud de Iacútia. Els millors i més extensos boscos estan a Sibèria, Belarús, Polònia i Alemanya. Carl von Linné li va posar l'epítet sylvestris perquè és l'únic pi que creix de manera natural a Suècia, d'on provenia aquest cèlebre botànic.
El pi roig no és exigent pel que fa al tipus de sòls i si bé prefereix formacions arenoses, profundes i fresques, també viu en calcàries inclòs en terrenys amb presència de guix. Principalment el trobem en cambisòls tant d'origen silícic com bàsic (sòls amb un horitzó càmbic o d'alteració), encara que pot sobreviure inclòs en terrenys torbosos i molt humits.
Prefereix àrees amb precipitacions superiors als 600 mm anuals encara que viu bé en zones amb precipitacions de fins a 400 mm, si bé una part les ha de rebre a l'estiu. No és exigent pel que fa a la humitat relativa però sí que ho és pel que fa a la humitat del sòl.
És resistent a gelades, vents i nevades, així com a oscil·lacions elevades del cicle tèrmic anual, fet que li permet viure als boscos de Sibèria amb oscil·lacions de fins a 70º. El pi roig té un temperament robust, de llum, colonitzant bé els terrenys sense arbrat i creixent malament a l'ombra d'altres espècies.
Les masses de pi roig de la península Ibèrica constitueixen el límit sud-occidental de la seva àrea de distribució mundial, amb nuclis d'extensió limitada i gran valor biogeogràfic. Exemples d'aquestes poblacions marginals són les localitzades a Sierra Nevada i Sierra de Baza, Serralada Cantàbrica (Pineda de Lillo i Velilla del Río Carrión) i Sierra de Gredos. Els estudis paleobotànics realitzats en aquestes muntanyes no solament reconeixen l'origen natural d'aquestes formacions sinó que també registren una disminució important de l'àrea de distribució dels pins montans (incloent també a Pinus nigra salzmannii i Pinus uncinata) durant els últims mil·lennis.

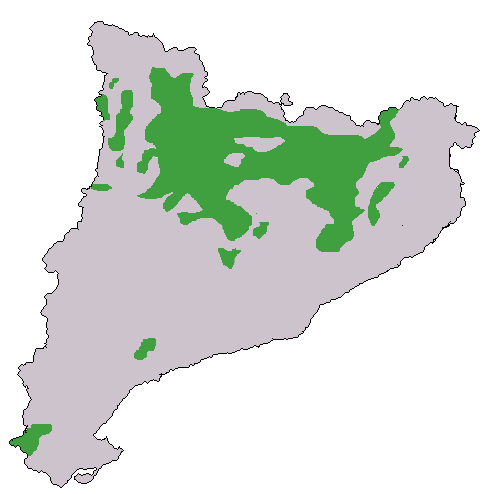
Distribució del pi roig a Catalunya.

En totes les torberes de muntanya i alta muntanya d'Astúries i Cantàbria (Alsa-Molledo) apareixen registres pol·línics d'importància almenys fins a l'edat mitjana, la qual cosa demostra la presència de pinedes d'entitat, que van ser cremades i talades durant l'edat moderna. En dates històriques molt recents, s'ha extingit a Cantàbria i Astúries. A Cantàbria apareixen troncs subactuals (restes de troncs de pins antics) a Campoo de Yuso i Herbosa, la qual cosa demostra el seu caràcter autòcton i òptim per a aquestes àrees forestals. A Astúries existien a principis del segle XX a la vora del llac Somiedo i a Cantàbria a les comarques de Campoo, Alto Nansa i Liébana, els pisos altitudinals on gairebé han desaparegut arrasats pel foc i les tales antigues. Al Parc Natural de Redes (Astúries), es presenten peus aïllats en el seu pis superior.
Diversos autors han plantejat el col·lapse del gall fer cantàbric com a conseqüència a mitjà termini de l'erradicació de les masses autòctones de pi silvestre de la Serralada Cantàbrica, en resultar subòptims els boscos caducifolis i exposar-li a majors riscos naturals a aquestes tetraònides per la seva escassa cobertura foliar. Les repoblacions efectuades des del segle xix han buscat canviar aquesta destrucció antiga, amb alguns assoliments importants.
A Catalunya es troba des dels Pirineus fins als Ports de Tortosa-Beseit. És menys abundant però, a Ponent i gairebé tot es troba a la Noguera. És l'espècie més abundant al Berguedà, l'Alt Urgell, el Ripollès, l'Alta Ribagorça, el Montsià i el Pallars Sobirà. A les cinc primeres acumula fins al 40% del total, mentre que al Pallars Sobirà és el 31,4%. Les comarques amb més pi roig són l'Alt Urgell (39.000 ha) i el Berguedà (42.000 ha), on el Pi de les Tres Branques és un exemplar famós. És el segon tipus de bosc amb un nombre més gran d'hectàrees.